# Rond Point des Champs-Élysées Marcel Dassault

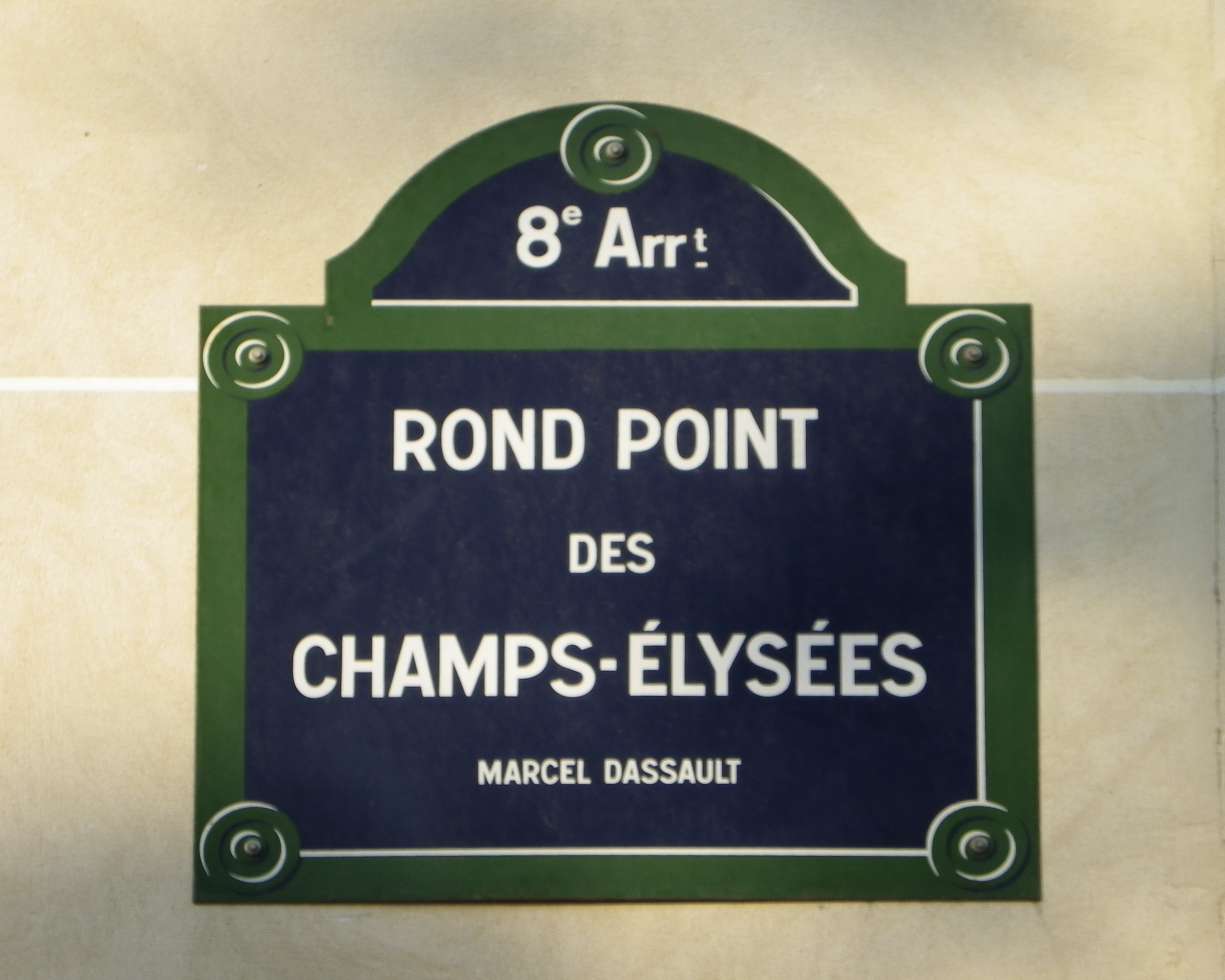

Der Rond Point des Champs-Élysées Marcel Dassault ist eine Straße im 8. Arrondissement von Paris. Die Straße führt rund um eine vielbefahrene Kreuzung und ist als Grünanlage angelegt; umgangssprachlich wird daher nur vom Rond Point des Champs-Élysées gesprochen.

## Lage
Die Straße Rond Point des Champs-Élysées Marcel Dassault führt um die Kreuzung der Straßen Avenue des Champs Élysées, Avenue Matignon und Avenue Franklin D. Roosevelt herum. Dabei bildet sie keinen geschlossenen Kreis, denn bei der östliche Einmündung der Avenue des Champs-Élysées, zwischen der Avenue Matignon und der Avenue Franklin D. Roosevelt, ist sie Fußgängerweg in einer Grünanlage. Auch in den übrigen Segmenten befinden sich Grünanlagen, sodass ein parkähnlicher Eindruck entsteht.

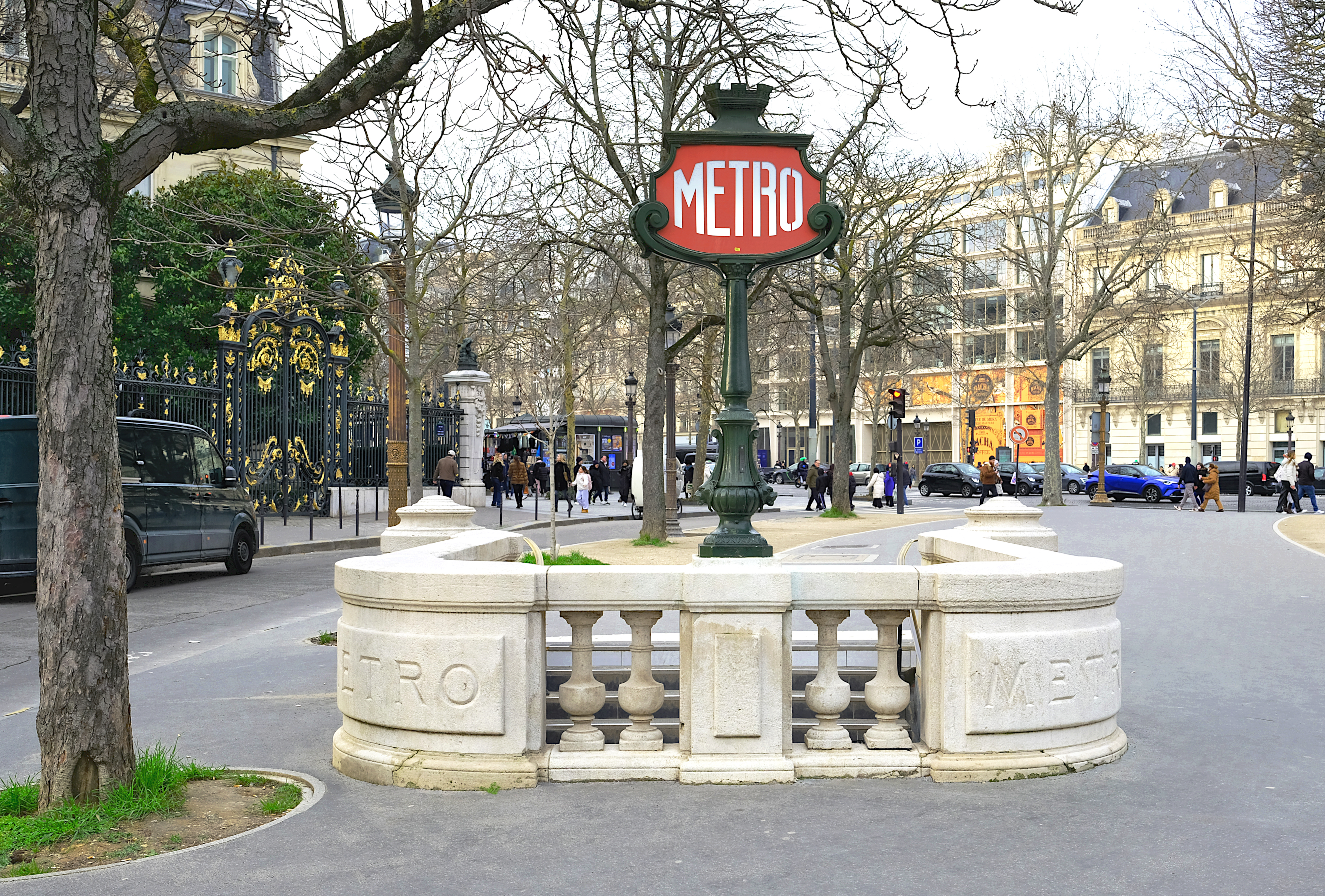
Rond Point des Champs-Elysées von der Avenue Montaigne
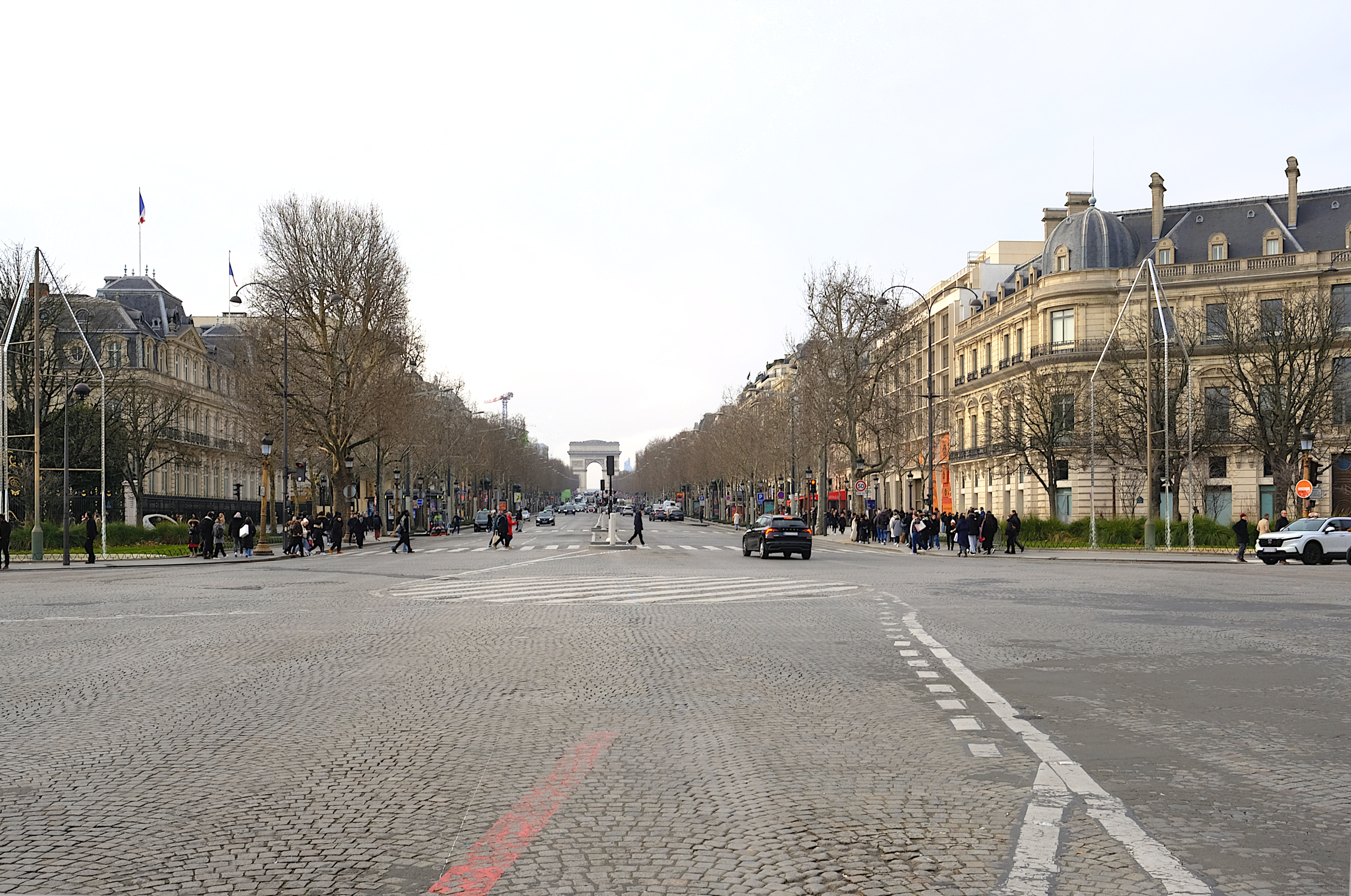
Der Rond-Point liegt mitten auf der Avenue des Champs-Élysées.
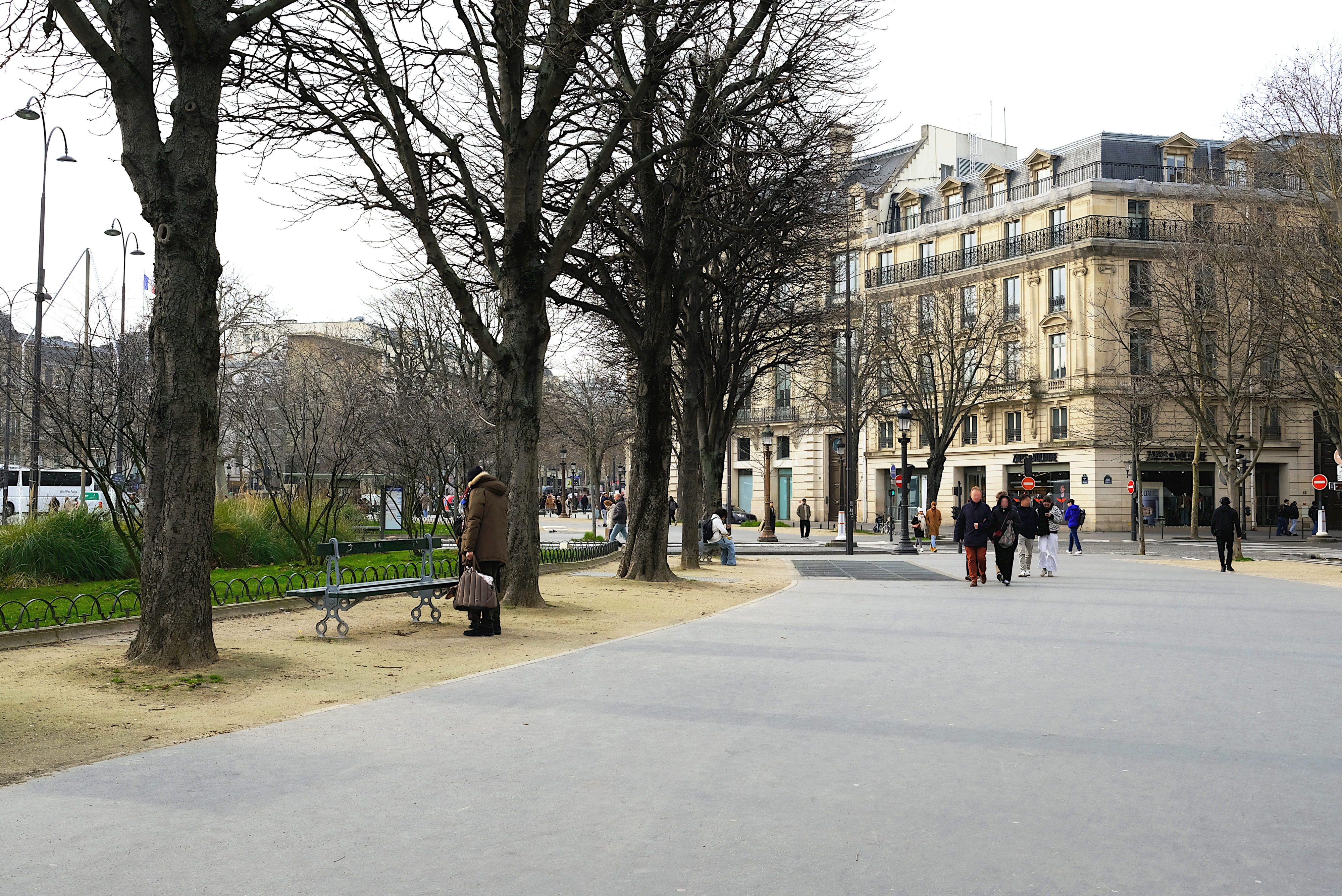
Rond Point des Champs-Elysées an der Avenue Montaigne

## Namensursprung
Dieser Kreisverkehr verdankt seinen Namen seiner Lage in der Mitte der Avenue des Champs-Élysées. Der Zusatz ist eine Hommage an Marcel Dassault, Flugzeugbauer, Politiker und Pressemann, Besitzer des an den Platz angrenzenden Hôtel Marcel-Dassault, in dem er seine Büros eingerichtet hatte.

## Geschichte
Der runde Platz der Champs-Élysées mit einem Durchmesser von 164 Metern wurde ursprünglich 1670 von André Le Nôtre als Endpunkt der großen „Allée du Roule“ entworfen.
Im Jahr 1771 wurde am Rond Point des Champs-Élysées zwischen der Avenue Matignon und der Rue Jean-Mermoz ein luxuriöser Freizeitpark namens Colisée eröffnet. Dieser verfiel jedoch bald, da die Menschen sich abends nicht mehr in dieses verrufene Viertel wagten; die Betreibergesellschaft meldete 1780 Konkurs an. Die Gebäude wurden abgerissen, mit Ausnahme eines Pavillons mit Blick auf den Rond Point, der zu einer Art Freiluftcafé (Guinguette) namens Salon de Flore wurde. Dieser wurde 1823 verkauft. Das Areal wurde in Parzellen aufgeteilt und die Naumachia musste der heutigen Rue Jean-Mermoz weichen.
Während der Französischen Revolution ordnete der Nationalkonvent die Errichtung einer Statue von Jean-Jacques Rousseau an, doch dieses Projekt wurde nicht ausgeführt; ein grasbewachsener Hügel diente dort jedoch einige Monate lang als Erinnerung an Marats Ermordung.
1817 wurde in der Mitte des Rond Point eine riesige Fontaine, „la Gerbe“, errichtet. 1828 sollte per königlichem Erlass eine Statue Ludwigs XV. errichtet werden, was durch die Julirevolution von 1830 verhindert wurde. Im Jahr 1831 wurde in der Mitte des Platzes ein großer, „unpolitischer“ Teich angelegt, der bis 1854 bestehen blieb und dann entfernt wurde, da er den Verkehr behinderte. 1863 ließ Alphand rund um das ehemalige Becken sechs kleine Brunnen errichten. 1932 schuf René Lalique gläserne Wasserstrahlen, die 1958 wegen ihrer Zerbrechlichkeit demontiert und durch neue, von Max Ingrand entworfene, ersetzt wurden. Ursprünglich aus Glas gefertigt, wurden sie durch Plastikkopien ersetzt, die im Laufe der Jahre vergilbten.
Das Dekret vom 11. September 1860 genehmigte für die Straße um den Rond Point eine 3 m breite „non aedificandi“-Zone. Dieses teilweise ausgeführte Dekret sah den Bau symmetrischer Häuser entlang des Platzrandes und die Anlage eines Blumenbeets vor den Häusern vor, das von Zäunen mit einheitlichem Muster umgeben war.
Die gesamte Anlage erhielt 1991 den offiziellen Namen «rond-point des Champs-Élysées-Marcel-Dassault».
In den Jahren 2017 und 2018 wurden die sechs Brunnen (Sie waren 1998 aufgrund eines Hydraulikfehlers und Schäden während der Feierlichkeiten zum Sieg der französischen Fußballmannschaft bei der Weltmeisterschaft stillgelegt worden.) von den Designern Ronan und Erwan Bouroullec für 2,5 Millionen Euro saniert und umgestaltet. Die von Katar finanzierte Restaurierung der Becken beläuft sich auf 4 Millionen Euro.

## Sehenswürdigkeiten
- Nr. 1: In dem von Joseph Oller errichteten Haus an der Ecke zur Avenue Franklin-D.-Roosevelt befindet sich heute das Modehaus Elie Saab.
- Nr. 3: Hôtel d'Hautpoul. Das Eckhaus (Avenue Montaigne) wurde 1910 zusammen mit Nr. 1 im Stil Haussmann erbaut. Hier wohnte Heinrich Heine bis zu seinem Tod 1856.[4]
- Nr. 6: Jules Siegfried (1837–1922) bezog hier eine große Wohnung, als er zum Abgeordneten des Département Seine-Maritime gewählt wurde und Le Havre, wo er Bürgermeister war, verließ. Sein Sohn André Siegfried siedelte hier einige seiner Souvenirs de la IIIe République an.
- Nr. 7: Hôtel Marcel-Dassault: Das Hôtel particulier wurde 1888 im Stil Louis-quinze vom Architekten Henri Parent erbaut.[7] Bauherr war Félicie Durand (1819–1899), die Witwe von Frédéric Sabatier d'Espeyran (1813–1864), aus einer wohlhabenden Kaufmanns- und Landbesitzerfamilie aus Montpellier, die sich nach dem Tod ihres Mannes mit ihrem Sohn Guillaume (1850–1938) in Paris niederließ. Das Herrenhaus wurde später von der Schauspielerin Sophie Croizette (1847–1901) bewohnt, bevor sie das Theater verließ. Seit 2002 beherbergt das Herrenhaus den Hauptsitz des Auktionshauses Artcurial.
- Nr. 9: Hôtel du Rond-Pont. Privates Herrenhaus, 1874 im Neo-Louis-XV-Stil für Félicie Sabatier d'Espeyran vom Architekten Henri Parent erbaut.[8] Auf dem Eisenbeschlag der Balkone ist die Familiennummer der Sabatier d'Espeyran zu sehen. Dieser Bau führte zum Verschwinden – oder zumindest zur völligen Unkenntlichkeit – des prächtigen Hotels, das der Herzog von Morny in den 1840er Jahren im Neorenaissance-Stil von den Architekten Louis Moreau und Victor Lemaire für seine Mätresse, die Gräfin Le Hon (1808–1880), erbauen ließ. Das Hôtel Le Hon wurde 1861 von der Stadt Paris zusammen mit dem Hôtel de Morny (15, Avenue des Champs-Élysées) erworben und zwischen 1866 und 1874 an den italienischen Botschafter Chevalier Nigra vermietet. Am 5. August 1874 wurde es von Madame Sabatier d'Espeyran für die Summe von einer Million Francs erworben. Im Juli 1952 erfuhr Marcel Dassault, dass die beiden Gebäude (Nr. 7 und 9) auf einem 3.000 m² großen Grundstück von der Familie Sabatier aus Espeyran zum Verkauf angeboten wurden. Die ersten Verbesserungen wurden von seinem Freund, dem Architekten Georges Hennequin, vorgenommen. Marcel Dassault wünschte sich einen großen Empfangsraum, da er ihn jedoch ohne Säulen haben wollte, waren Umbauten erforderlich. Weiterhin kaufte er nacheinander entlang der Avenue des Champs-Élysées das Hôtel de Morny und dann das folgende Gebäude, in dem sich eine elsässische Brasserie, ein Reisebüro und weitere Büros befanden. Somit erweiterte er das Hôtel du Rond-Point, indem er 1962 die Länge des Gebäudes an der Avenue verdoppelte. Durch diese Erweiterung wurde das kleine Herrenhaus, das der Herzog von Morny 1844 für sich selbst gebaut hatte (damals scherzhaft „la niche à Fidèle“ genannt), und das sich zur Champs-Élysées hin öffnete (23, Avenue des Champs-Élysées), überflüssig. Unter Beibehaltung des ursprünglichen Stils der Fassade kann der Industrielle im Erdgeschoss einen 400 m² großen Empfangsraum im Stil Louis-seize einrichten, drei Stockwerke mit Büros, in denen er seine Zeitschrift Jours de France unterbringt, dazu im Untergeschoss ein Kino mit 82 Sitzplätzen. Das Gerüst des Gebäudes besteht aus mit Stein verkleideten Metallträgern. Die Empfangshalle hat keine Säulen; es wird von einem 57 Tonnen schweren Metallfahnenträger getragen. Unter dem Innengarten ließ Marcel Dassault einen Parkplatz für 65 Autos errichten, der zur Vermeidung von Unfällen ohne Säulen gebaut wurde. Das Gebäude beherbergt noch immer den Hauptsitz des Industriekonzerns Marcel Dassault. Das Erdgeschoss besteht hauptsächlich aus Empfangsräumen, von denen der erste stark vom Salon der Prinzessin im Hôtel de Soubise in der Rue des Francs-Bourgeois inspiriert ist. Die große Treppe ist mit Tafeln zu Jagdszenen geschmückt, die von Alfred de Dreux gemalt wurden.[9]

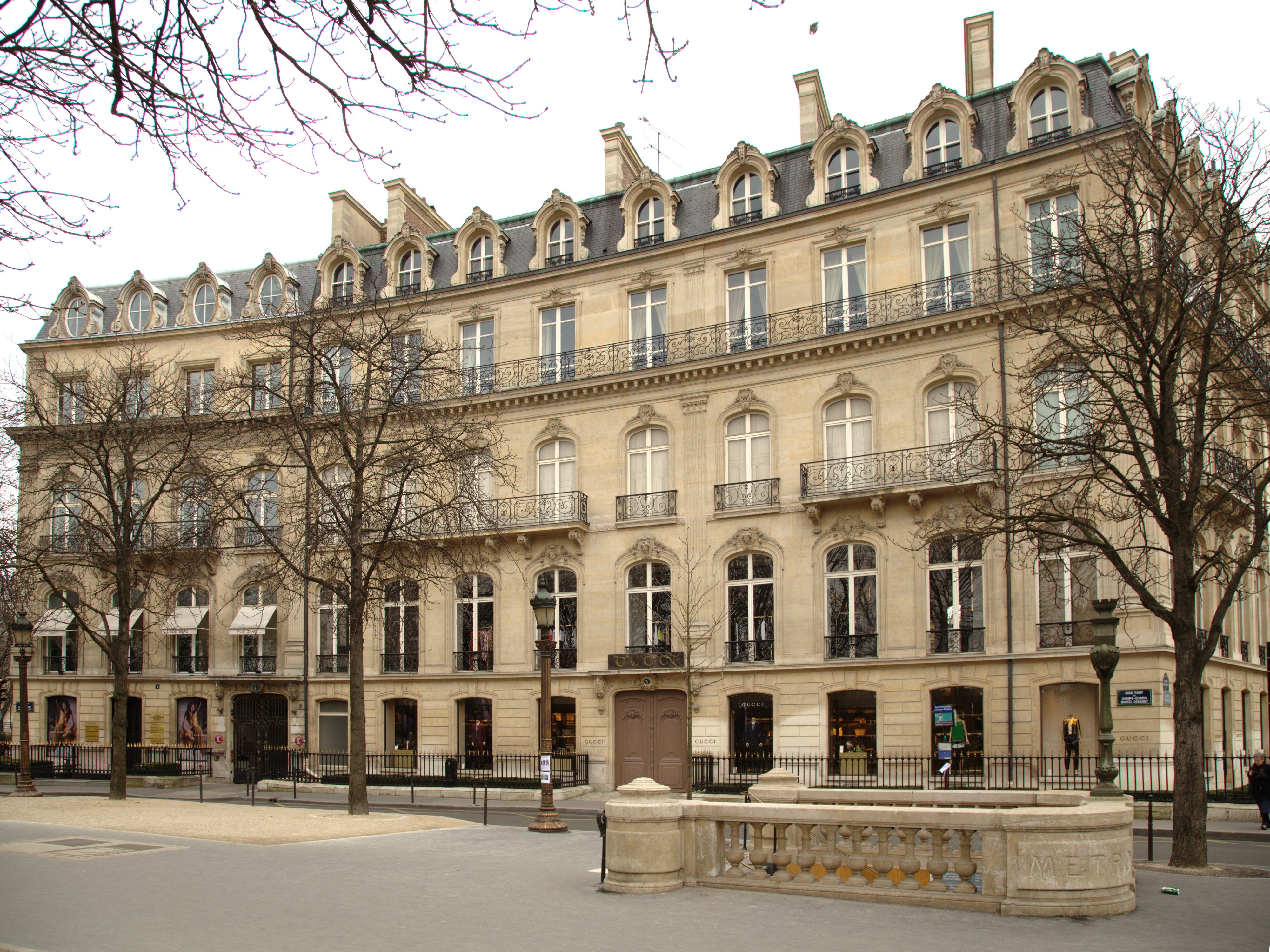
Nr. 1 und 3
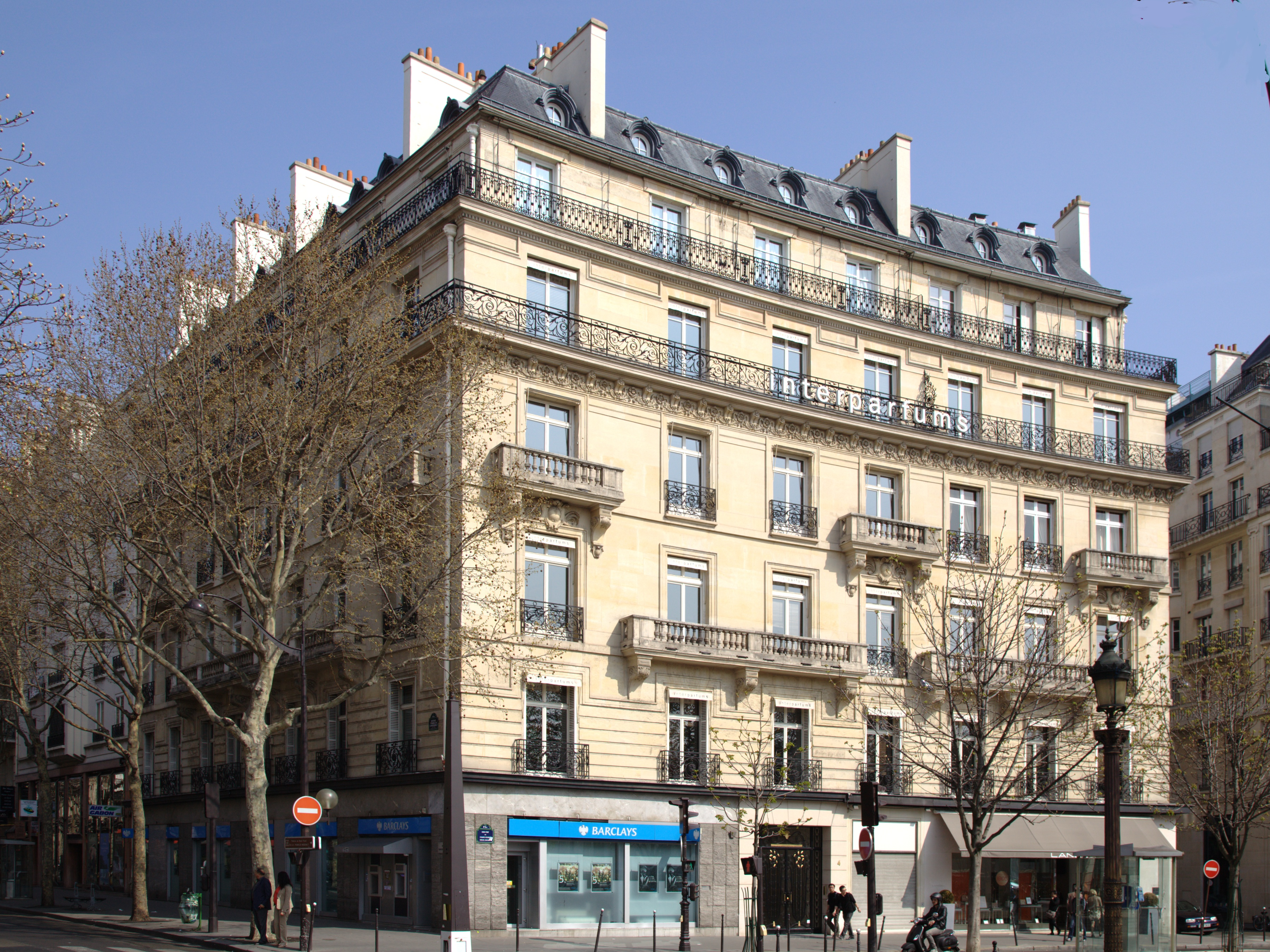
Nr. 4 und 6
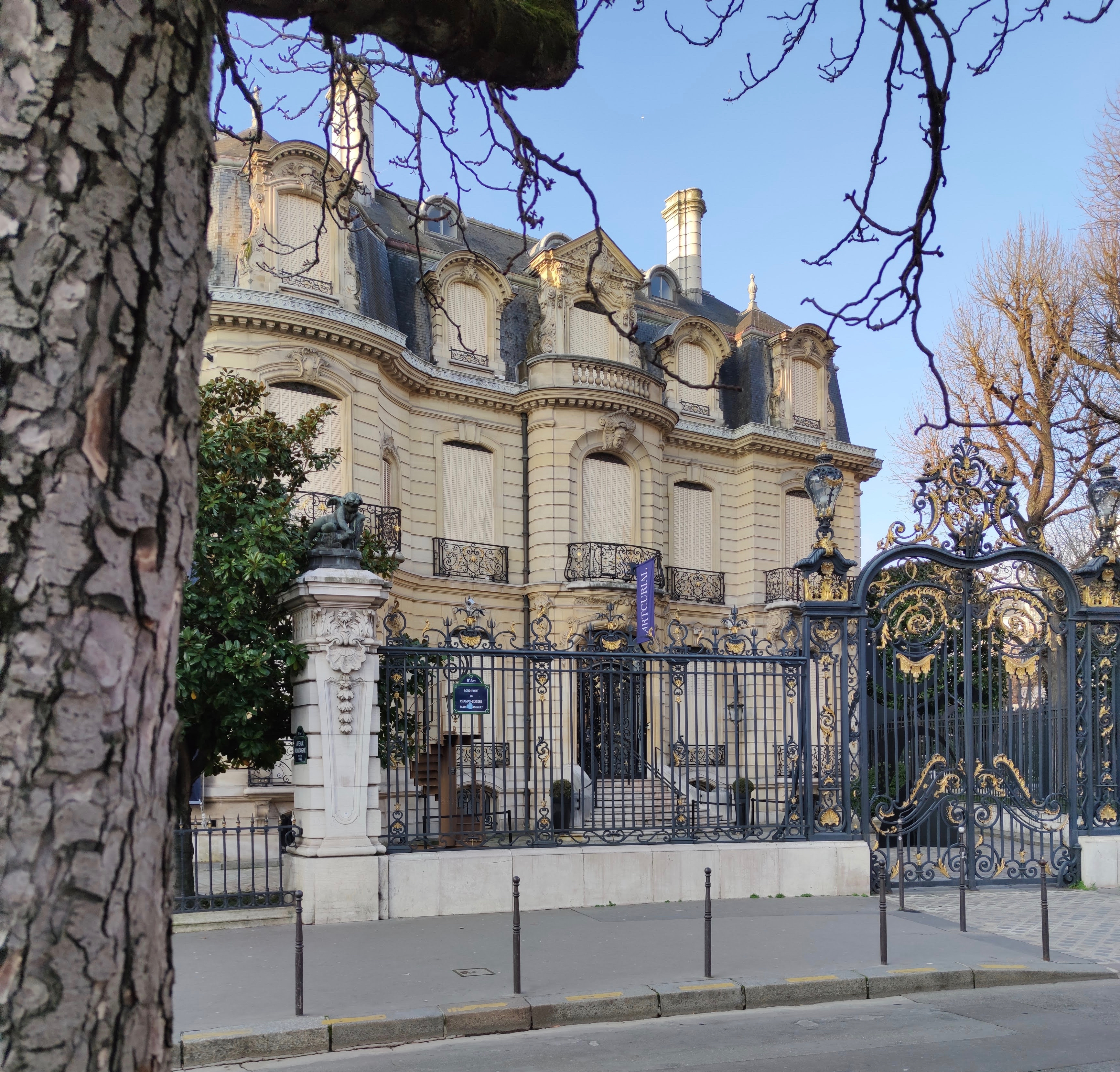
Hôtel d'Espeyran, Nr. 7
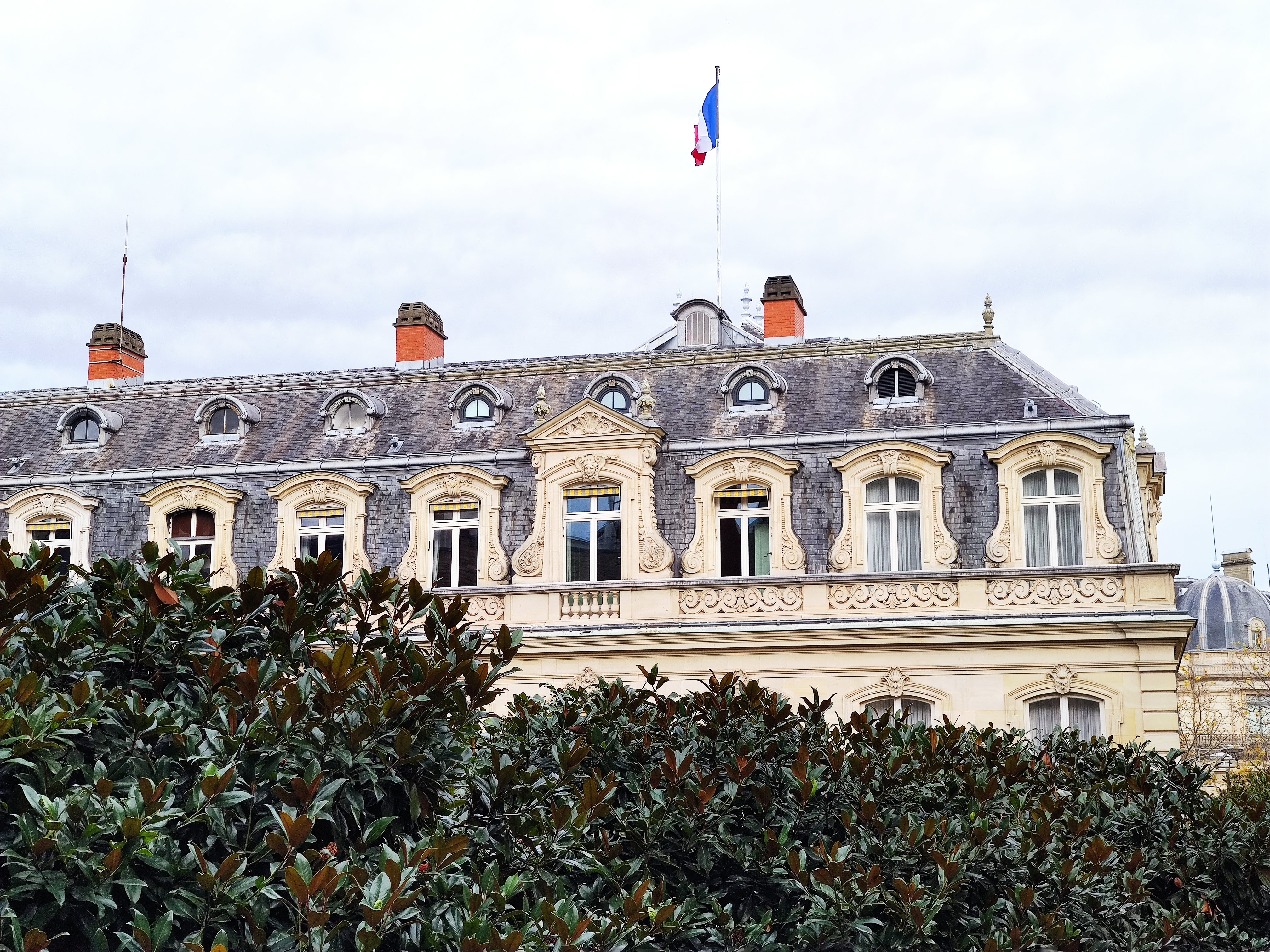
Hôtel Le Hon, Nr. 9
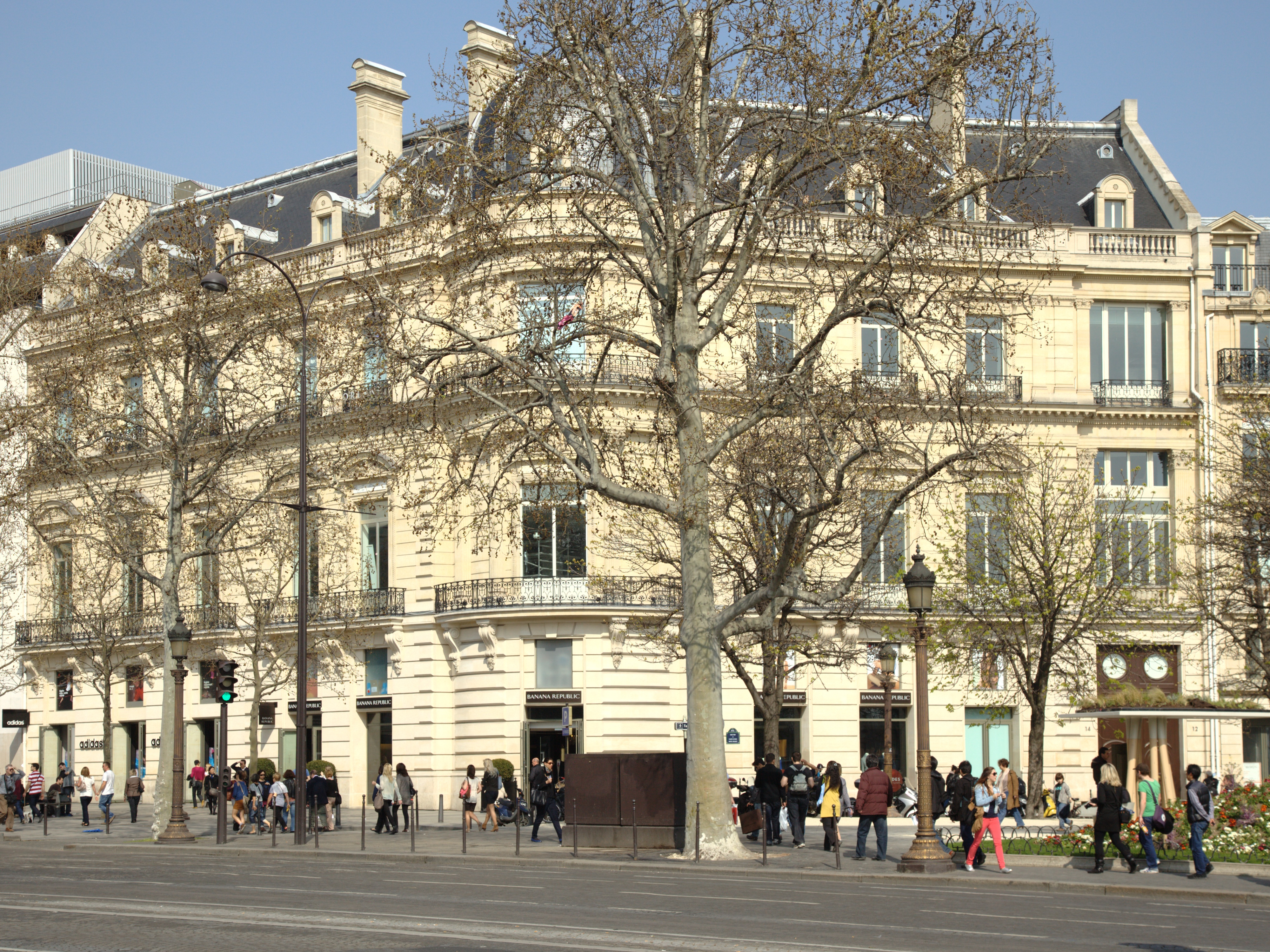
Nr. 12 und 14